# Fenerbahçe (volleybal)
Fenerbahçe Spor Kulübü is een professionele sportvereniging opgericht in Istanboel, Turkije. Een van de actieve sporttakken van de club is volleybal. De volleybalbranche is de op twee na grootste branche van Fenerbahçe. De club heeft zowel een herenteam als een damesteam, die beiden de thuiswedstrijden in de Caferağa Spor Salonu spelen. Deze zaal, die binnen enkele jaren vervangen zal worden door een grotere, heeft een capaciteit van 1.500 toeschouwers.
Het damesvolleybalteam van Fenerbahçe wordt gesponsord door Acıbadem Holding, een van de grotere gezondheidssystemen in Turkije. Het team staat hierdoor in Turkije bekend onder de naam Fenerbahçe Acıbadem. Beide teams spelen in de hoogste Turkse volleybaldivisies, maar het damesteam is succesvoller dan het mannenteam. De dames zijn in totaal acht keer landskampioen geworden en de heren één keer. De mannen hebben in het seizoen 2004/05 in de kwartfinale van Europe Top Teams Cup gestaan. De dames stonden in het seizoen 2009/10 in de finale van de Champions League. 
Op 29 maart 2014 heeft de heren- en de dames volleybalteam de Europese beker Challenge Cup gewonnen.